# Odyssey (Álbum de Barely Alive)
Odyssey es el segundo álbum de estudio del dúo de productores de dubstep Barely Alive lanzado el 13 de agosto del 2018

## Sencillos
"Bad Thang feat. SPLITBREED" fue lanzado como el primer sencillo del álbum el 16 de mayo del 2018, junto con un remix de parte del dúo de productores de dubstep Bandlez.
"Oddysey" fue lanzado como el segundo sencillo del álbum el 2 de agosto del 2018.
"Deeper In Love feat. Great Good Fine OK" fue lanzado como el tercer sencillo del álbum el 3 de agosto del 2018.
"New Coupe / Ride Out feat. Iamsu!" fue lanzado como el cuarto sencillo del álbum el 6 de agosto del 2018.
"Buddy feat. Yves Paquet" fue lanzado como el quinto sencillo del álbum el 8 de agosto del 2018.
"Warrior feat. Mad Hed City" fue lanzado como el séptimo sencillo del álbum el 9 de agosto del 2018.
"Over feat.Nah Mean" fue lanzado como el octavo sencillo del álbum el 10 de agosto del 2018
"Shutdown" fue lanzado como el noveno sencillo del álbum el 11 de agosto del 2018.
"War Of The Worlds" fue lanzado como el décimo sencillo del álbum el 12 de agosto del 2018.
"Devil's Tower" fue lanzado como el undécimo sencillo del álbum el 13 de agosto del 2018.
"Wompum" fue lanzado como el duodécimo sencillo del álbum el 14 de agosto del 2018.
"Xenomorph" fue lanzado como el decimotercer sencillo del álbum el 15 de agosto del 2018.
"Bounce Wit Me" fue lanzado como el decimocuarto sencillo del álbum el 16 de agosto del 2018.
"Know About Me feat. Virus Syndicate" fue lanzado como el decimoquinto y último sencillo del álbum el 17 de agosto del 2018.

## Lista de canciones
Todas las canciones escritas y compuestas por Barely Alive. 
| Oddysey track listing |                                             |          |  |
| N.º                   | Título                                      | Duración |  |
| 1.                    | «Odyssey»                                   | 2:37     |  |
| 2.                    | «Know About Me» (feat. Virus Syndicate)     | 2:47     |  |
| 3.                    | «Deeper In Love» (feat. Great Good Fine OK) | 3:20     |  |
| 4.                    | «Bad Thang» (feat. SPLITBREED)              | 4:35     |  |
| 5.                    | «Xenomorph»                                 | 2:28     |  |
| 6.                    | «Bounce Wit Me»                             | 2:47     |  |
| 7.                    | «Devil's Tower»                             | 2:56     |  |
| 8.                    | «New Coupe / Ride Out» (feat. Iamsu!)       | 3:05     |  |
| 9.                    | «War Of The Worlds»                         | 2:34     |  |
| 10.                   | «Buddy» (feat. Yves Paquet)                 | 2:34     |  |
| 11.                   | «Wompum»                                    | 3:14     |  |
| 12.                   | «Shutdown»                                  | 3:20     |  |
| 13.                   | «Warrior» (feat. Mad Hed City)              | 3:04     |  |
| 14.                   | «Over» (feat. Nah Mean)                     | 4:14     |  |